# Гвендолін Бредлі
Гвендолін Бредлі (англ. Gwendolyn Bradley) — американська співачка з голосом сопрано, артистка багатьох оперних і концертних сцен світу.

## Ранні роки
Народилася в сім'ї шкільних вчителів, які брали участь у русі за громадянські права. Росла у Бішопвіллі, штат Південна Кароліна. Шкільний вчитель музики звернув увагу на її талант, і вона записалась на вокал у коледжі Кокера у Гартсвіллі. Потім навчалася в Школі мистецтв Університету Північної Кароліни у Вінстон-Сейлемі, Кертісовому інституті музики й Академії вокального мистецтва у Філадельфії.

## Співоча кар'єра
Дебютом стала партія Наннетти в опері Верді «Фальстаф» у Лейк-Джордж-опері у 1976 році. Після дуже успішного концерту у Нью-Йорку у 1979 році вона утвердилася в Метрополітен-опера, починаючи з 1981 року як Соловей у «Дитя і чари» Равеля та продовжуючи протягом наступних дев'яти сезонів виконувати ролі як-от Фіакерміллі в "Арабеллі", Блондхен у «Викраденні із сералю», Зербінетти в «Аріадні на Наксосе», Олімпії в «Казках Гофмана», головну роль у «Солов'ї» Стравинського, Клари в «Поргі та Бесс» й особливо Джільди в «Ріголетто». Від свого першого виступу 20 березня 1977 року до останнього 27 січня 1990 року Бредлі співала у 108 виставах на сцені Метрополітен-опери. Вона також виступала в інших американських оперних театрах як-от Мемфіська опера, Мічиганський оперний театр чи Центральна міська опера. Бредлі була частим гостем на сцені Лос-Анджелеської опери в ролях Оскара, Блондхен, Цербінетти, Ромільди, Церліни, а в сезоні 1997—1998 років — Паміни у «Чарівній флейті».
В Європі дебютувала у 1983 році у Нідерландській опері в головній партії «Роделінди» Генделя. На європейських оперних сценах вона виконувала поряд з іншими ролями Зербінетту у Парижі, Монпельє, Ніцці, Монте-Карло, Сусанну і Паміну в Мадриді, Блонхен у Мюнхені, Адіну, Блондхен, Сусанну, Зербінетту у Гамбурзі, Деспіну у Барселоні, Оскара у Відні, Роделінда в Амстердамі та Фіакермілла в опері «Арабелла» на Глайндборнському фестивалі, яку випустили на DVD із запису сезону 1984 року.

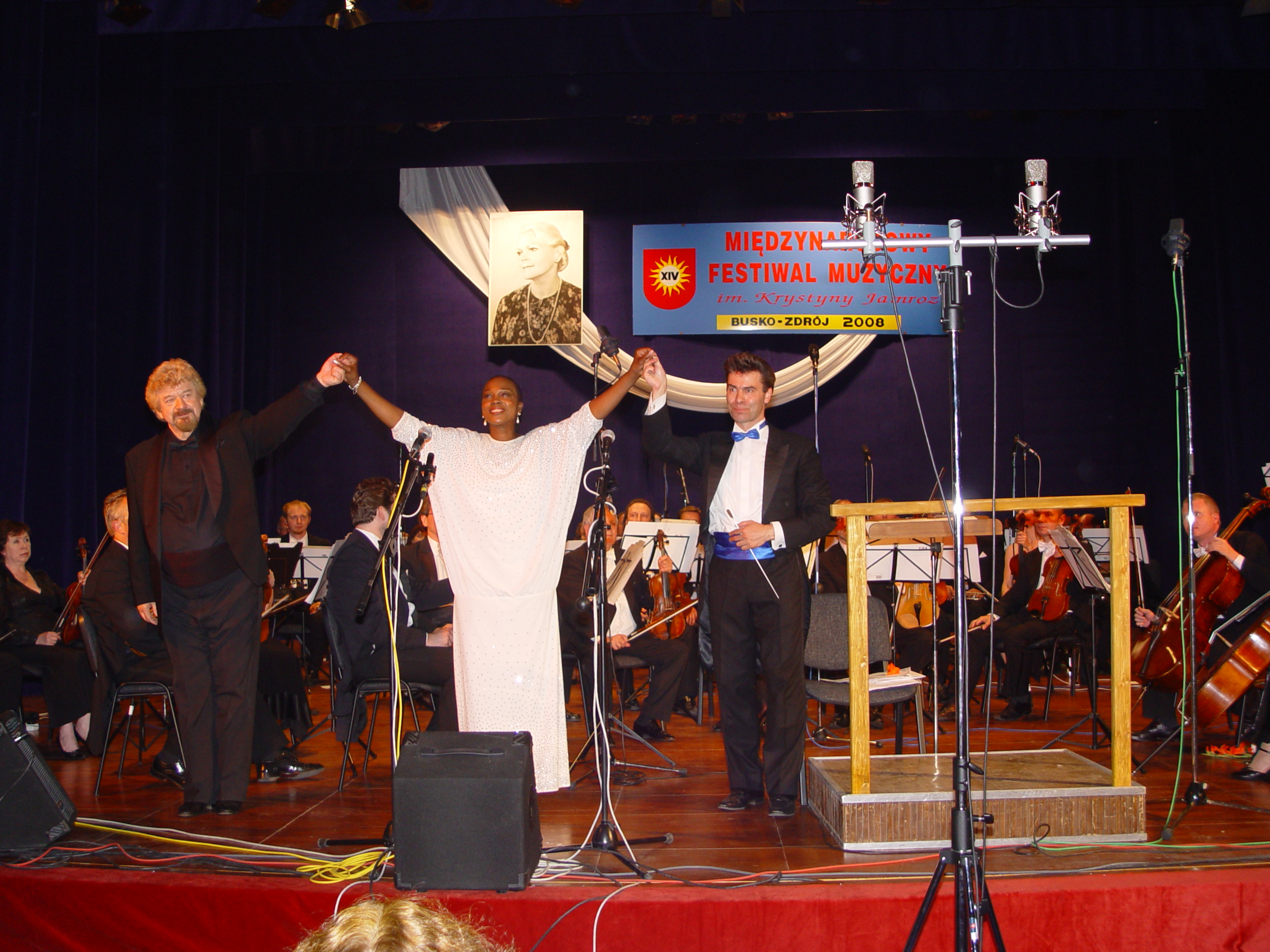
Бредлі на XIV. Міжнародний музичний фестиваль Кристини Ямроз, Польща, Бусько-Здруй, 1 липня 2008 року

У 1988 році вона стала членом Німецької опери у Берліні, де у 1987 році дебютувала у ролі Джильди в «Ріголетто» Верді. З дзвінким голосом вона успішно виконувала не лише жіночі ролі, як-от Джильда, Сюзанна, Наннетта, Софі чи Паміна, але й зухвалу Блондхен, примхливу Зербінетту та Мюзетту чи андрогінного Оскара.
Як успішна співачка, вона працювала з такими диригентами, як-от Зубін Мета (Нью-Йоркський філармонічний оркестр /Ізраїльський симфонічний оркестр), Ріккардо Муті (Філадельфійський оркестр), Мстислав Ростропович і Рафаель Фрюбек де Бургос (Вашингтонський національний симфонічний оркестр), Шарль Дютуа (Монреальський симфонічний оркестр/Філадельфійський оркестр), Андре Превін (Піттсбурзький симфонічний оркестр), Майкл Тілсон Томас (Лос-Анджелеський філармонічний оркестр), Марек Яновський, Ханс Граф, Крістофер Гоґвуд, Ральф Вайкерт, Віктор Пабло Перес та Лорін Маазель. Її концертний репертуар охоплює важливі твори від бароко до XX століття, і як солістка вона виступала у Парижі, Токіо, Лісабоні, Сан-Себастьяні, Лос-Анджелесі та Нью-Йорку.
Бредлі записала Фіакерміллі з «Арабелли» з Кірі те Канавою, Джеффрі Тейтом, який диригував для Decca Records, «Чотири святих у трьох діях» Вірджила Томсона для Nonesuch Records і концертний запис концертних творів Моцарта з учасниками Французького симфонічного оркестру.
Після повернення до США Бредлі поділилася досвідом з молодими артистами у Masters School (з вересня 2004 року) та Nyack College (з вересня 2005 року) як викладачка вокалу. У 2010 році Бредлі членом журі на Вашингтонському міжнародному конкурсі співаків Friday Morning Music Club, у якому вона перемогла у 1977 році.

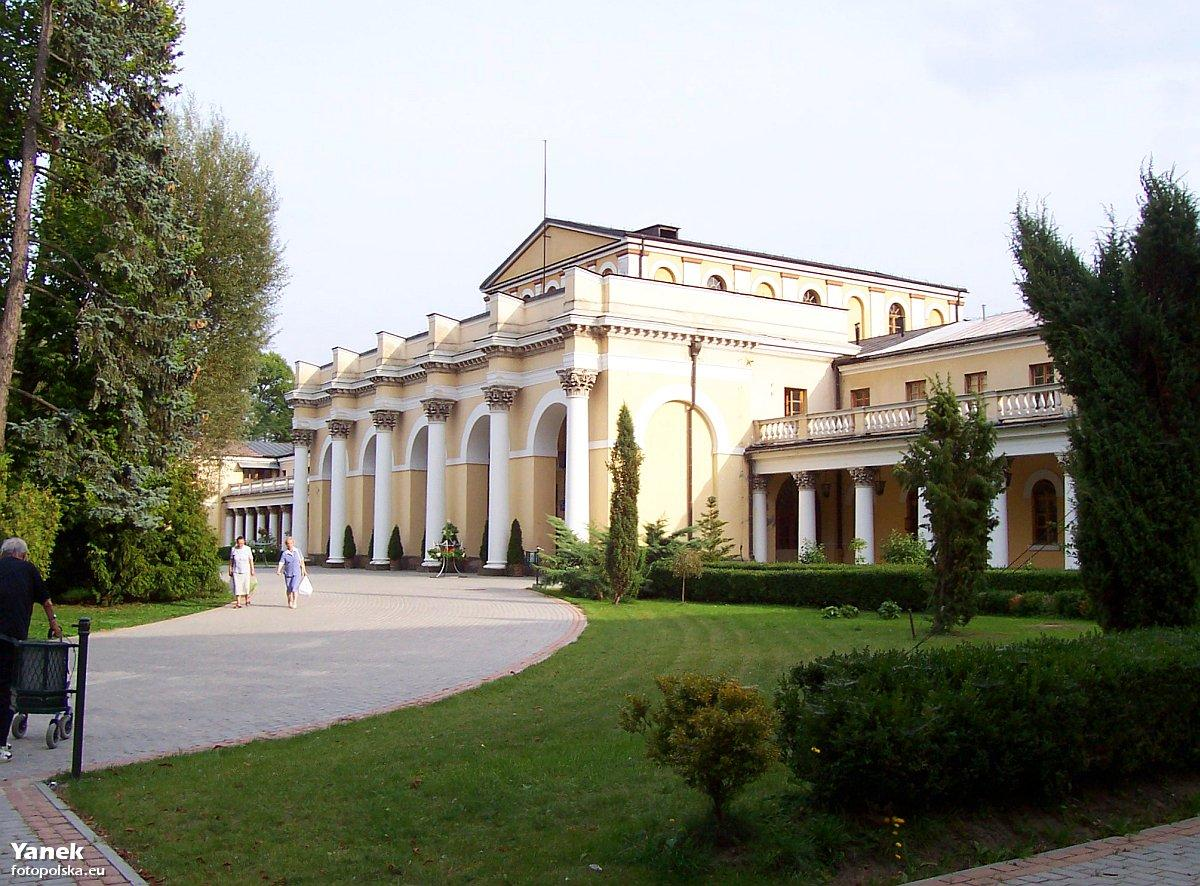
Санаторій Марконі у Бусько-Здруй

У 2014 році виступила на XX Міжнародному музичному фестивалі у Бусько-Здруї, Польща, як і кілька разів у попередні роки. 5 липня 2014 року відкрили «сонце» з її ім'ям, пам'ятну бронзову дошку, на Алеї зірок (схожу на Голлівудську алею слави), яка розташована поряд з санаторієм Марконі у курортному парку.

## Дискографія
- Live from the Metropolitan Opera, Season 12, Episode 1: Les contes d'Hoffmann (2 March 1988)[18]

### Відеокасети
- Glyndebourne Festival: Arabella (BBC, 1984)[19]

### CD
- Harfy Papuszy (Jan Kanty Pawluskiewicz Antologia) (1995)
- Klassik Edition 8: Radio-Philharmonie Hannover des NDR, Bernstein-Gershwin-Gala (1997)
- R. Strauss: Arabella (Universal Music Classics & Jazz) (2012)